# Hugues Hiltpold

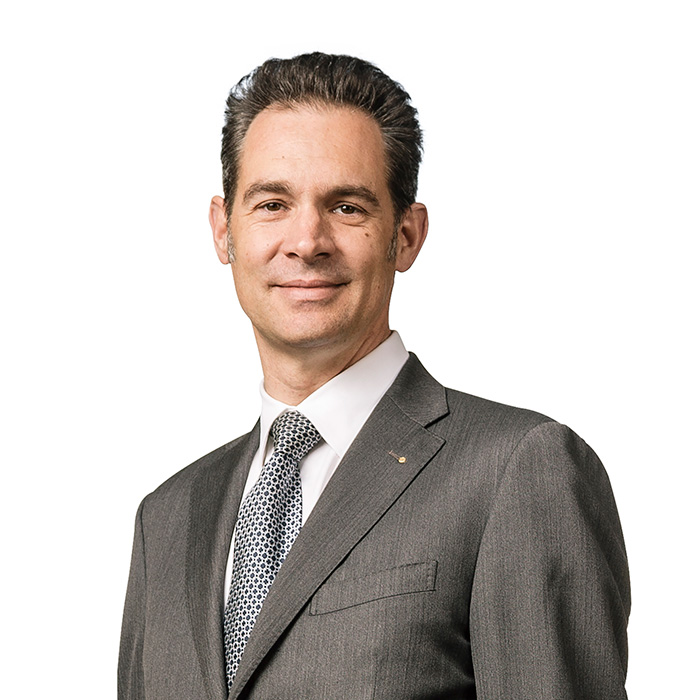
Hugues Hiltpold (2017)

Hugues Hiltpold (* 5. Mai 1969 in Zürich) ist ein Schweizer Politiker (FDP.Die Liberalen). Er war von 2007 bis 2019 Mitglied des Nationalrates.

## Biografie
Hiltpold wurde 2001 in den Grossen Rat des Kantons Genf gewählt, dem er bis November 2007 angehörte. Im November 2005 wurde er Vizepräsident, im Juni 2007 Präsident der kantonalen FDP. Dieses Amt behielt er bis 2010. Bei den Wahlen 2007 ist Hugues Hiltpold in den Nationalrat gewählt worden. Dort gehört er der bis 2011 der Staatspolitischen Kommission und der Begnadigungskommission, von 2011 bis 2017 der Sicherheitspolitischen Kommission, von 2011 bis 2019 der Geschäftsprüfungskommission und von 2015 bis 2019 der Kommission für Verkehr und Fernmeldewesen an. Zudem war er Mitglied der Delegation bei der parlamentarischen Versammlung der OSZE. Bei den Wahlen 2019 trat er nicht erneut für den Nationalrat an, sondern einzig für den Ständerat. Er konnte sich jedoch nicht gegen Lisa Mazzone und Carlo Sommaruga durchsetzen.
Hiltpold ist verheiratet, hat einen Sohn und arbeitet als Architekt. Seine Schwester Anne Hiltpold ist seit 2023 Staatsrätin des Kantons Genf.